# Шматко Дмитро Ігорович
Дмитро́ І́горович Шматко́ (22 вересня 1994, с-ще Токівське, Апостолівський район, Дніпропетровська область, Україна — 22 березня 2017, м. Авдіївка, Донецька область, Україна) — солдат Збройних сил України, учасник російсько-української війни.

## Біографія
Народився 1994 року на Дніпропетровщині, в селищі Токівське Апостолівського району. Закінчив Токівську загальноосвітню школу.
Під час російської збройної агресії проти України проходив військову службу за контрактом, — механік-водій 184-го Навчального центру Національної академії сухопутних військ імені гетьмана Петра Сагайдачного, в/ч пп В4264, с. Старичі, Львівська область.
Був відряджений до 72-ї окремої механізованої бригади, виконував завдання на території проведення антитерористичній операції на посаді стрільця-помічника гранатометника.
22 березня 2017 року загинув внаслідок обстрілу взводного опорного пункту поблизу міста Авдіївка.
Похований 25 березня на кладовищі рідного селища Токівське.
Залишився батько, Ігор Миколайович. Вже після смерті Дмитра народився син.

## Нагороди
Указом Президента України № 161/2017 від 13 червня 2017 року, за особисту мужність, виявлену у захисті державного суверенітету та територіальної цілісності України, самовіддане виконання військового обов'язку, нагороджений орденом «За мужність» III ступеня (посмертно).

## Вшанування пам'яті
26 травня 2017 року у Токівській ЗШ відкрили меморіальну дошку.